# 115P/Maury
115P/Maury, komet Jupiterove obitelji.